# Chaqueta amarilla de Freddie Mercury

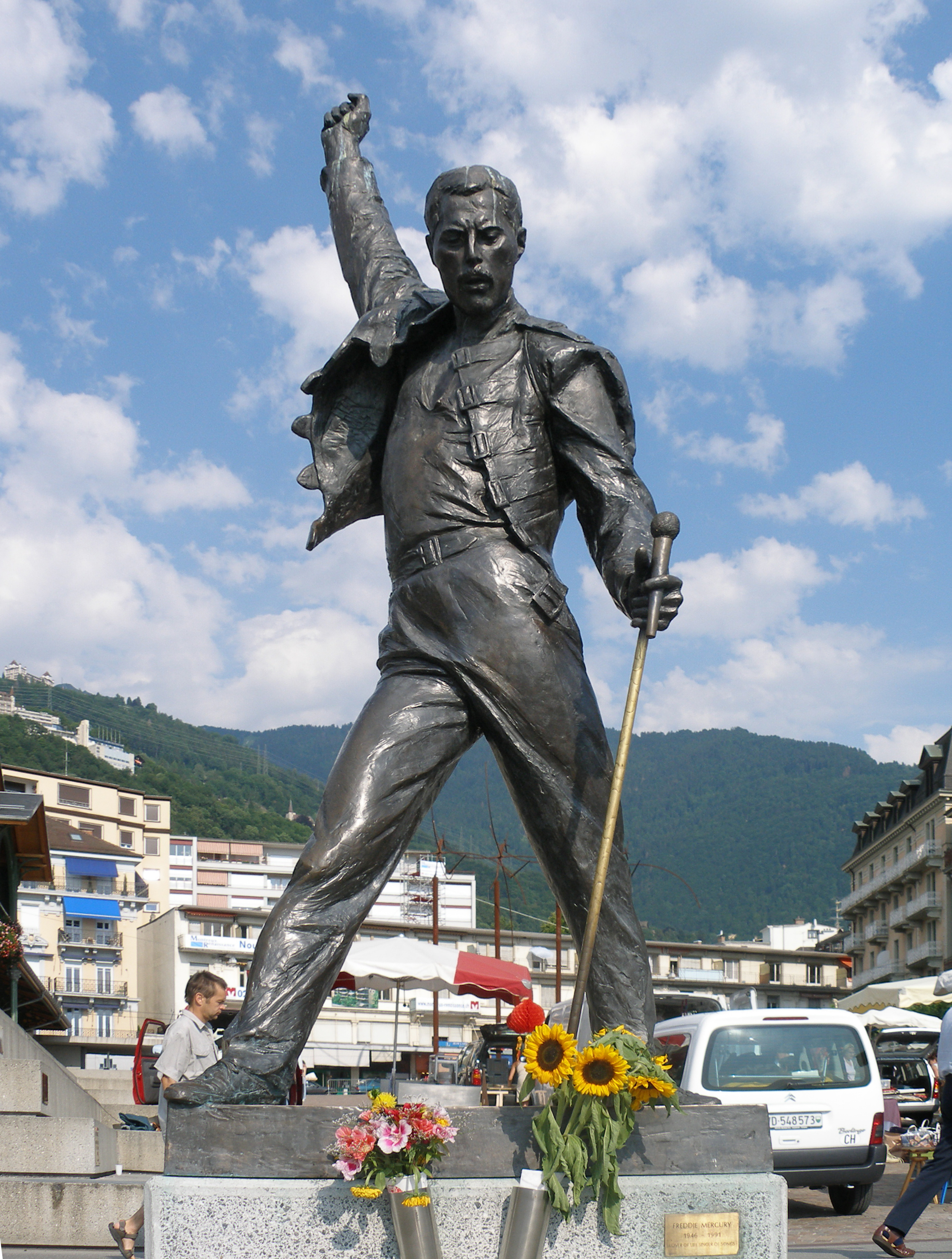
Estatua de Freddie Mercury en Montreux, Suiza.

La chaqueta amarilla lucida por Freddie Mercury durante el Magic Tour de 1986 representa una de las prendas ligadas a la historia de la música rock más recordadas, así como una de las principales imágenes del cantante en la memoria colectiva.
La chaqueta de corte típicamente militar, realizada en piel y de color amarillo fue realizada por Diana Moseley, la diseñadora de vestuario de confianza de Queen. Moseley había conocido a Freddie Mercury en abril de 1985, cuando le entregó las prendas a utilizar en el videoclip de I Was Born to Love You. La diseñadora, que ya había trabajado indirectamente con la banda para el vestuario de Radio Ga Ga, colaborará también para The Great Pretender e I'm Going Slightly Mad, pero su trabajo más célebre es la famosa chaqueta amarilla.
Esta, casi siempre combinada con camiseta de tirantes, pantalones blancos con ribetes laterales rojos o amarillos, y un par de zapatillas deportivas Adidas blancas con las tres rayas negras verticales, fue llevada por Freddie Mercury durante el Magic Tour en su gira por Europa en 1986, y en el vídeo de The Miracle de 1989. En este videoclip, la chaqueta es llevada por el actor escocés Ross McCall, entonces de trece años, que interpreta una versión "de niño" del cantante.
Posteriormente la chaqueta se convirtió en uno de los elementos más famosos de la figura de Freddie Mercury, a menudo reproducida en las representaciones póstumas del cantante. Así con el icónico atuendo del Magic Tour, aparece de hecho en la célebre estatua del cantante algo mayor del natural realizada por Irena Sedlecká en 1996, y erigida en Montreux, Suiza. De igual manera es retratado Freddie Mercury en las figuras de acción producidas por NECA y en la estatua de cera de Mercury expuesta en el museo Madame Tussauds de Ámsterdam.
En 2008 la cantante Katy Perry se hizo fotografiar, durante su vigésimo cuarto cumpleaños celebrado en el Malibu Rum de Los Ángeles, vestida de Freddie Mercury, con la célebre chaqueta amarilla.
La chaqueta se convirtió en el emblema de la iniciativa del Mercury Phoenix Trust de 2011 llamada Freddie for a day, en ocasión del vigésimo aniversario del fallecimiento del cantante, con el objetivo de recaudar fondos a favor de las víctimas del SIDA.